# Cololejeunea yakusimensis
Cololejeunea yakusimensis là một loài Rêu trong họ Lejeuneaceae. Loài này được (S. Hatt.) Mizut. mô tả khoa học đầu tiên năm 1984.